# Беренгер-Рамон I
Беренгер-Рамон І (Berenguer Ramon I , між 1004 і 1006 —26 травня 1035) — граф Барселони, Жирони, Осони у 1018—1035 роках. Прізвисько — Горбатий (el Corbat).

## Біоргарфія
Походив з Барселонської династії. Син Рамона Борреля I, графа Барселони, Жирони, Осони, та Ермесінди де Каркассон. Був доволі молодим, коли у 1018 році втратив батька. У 1021 році одружився з представницею графства Кастилія.
Спочатку Беренгер-Рамон проявив себе як правитель слабкий і нерішучий, за якого почалося ослаблення графської влади. До його повноліття  регентом була його мати, але і після 1023 року Ермесінда зберегла сильний вплив на сина. Політика примирення з арабами викликала невдоволення серед представників знаті, оскільки військові походи слугували для них джерелом багатства і слави. Владна і енергійна Ермесінда приборкувала баронів. 1018 року при підтримці Рожера I де Тосні організувала похід проти тайфи Денія, перемігши еміра останньої Муджахід аль-Амірі, який зобов'язався сплачувати данину.
Згодом став відомий як вельми розсудливий і миролюбний володар. У 1019—1023 роках за підтримки матері він відновив дружні відносини з Арменголєм II де Уржель, Гуго I де Ампурьяса, Гільєрмо I де Бесалу і Віфредом II де Серданья. 1023 року було укладено союз між Барселоною і Наваррою проти Тулузького графства. При цьому визнав зверхність Санчо III, короля Наварри. У 1023–1025 роках ці володарі обмірковували плани протидії як графам Тулузи, так й мусульманським емірам.
У 1025 році Беренгер-Рамон І підписав наказ, яким звільняв землевласників від податків. Водночас підтримував добрі стосунки з папою римським Бенедиктом IX і в 1032 році здійснив прощу до Рима. У 1027 році після смерті першої дружини одружився з онукою графа Вілфреда Волохатого.
Після смерті Беренгера-Рамона І його володіння були розділені між синами. Рамон-Беренгер отримав Барселону і Жирону до Льобрегат, Санчо — землі від Льобрегат до кордону з володіннями маврів (графство Панадес зі столицею в Улердула), а Гільєрмо — Осону.

## Родина
1 Дружина — Санча, донька Санчо I, графа Кастилії.
Діти:
- Рамон-Беренгер I (1024—1076) — граф Барселони і Жирони у 1035—1076 роках
- Санчо (д/н—1058) — граф Олердола

2 Дружина — Гісела де Льюка, донька Гіфреда ле Велю, очільника магістрату міста Балсарень.
Діти:
- Гільєрмо (1028—д/н) —граф Осони у 1035—1054 роках
- Бернад-Беренгер (1029)
- Клеменція (д/н) —дружина Арменголя VII, графа Урхельського
- Сибілла (1035—1074) —дружина Генріха Бургундського